# Вівтар Ябаха
«Вівтар Ябаха» (нім. Jabach Altar) — вівтар роботи німецького художника Альбрехт Дюрер приблизно у 1503—1505 рр.
Вівтар, ймовірно, замовив саксонський курфюрст Фредерік Мудрий для каплиці поблизу Аннаберга в Саксонії. Невідомо, коли саме вівтар розділили, але нині чотири його збережені частини (залишки з двох стулок) перебувають у трьох німецьких музеях. Центральна частина вівтаря не збереглася.
На внутрішній частині лівої стулки зображено Йова та його дружину. Йов сидить на купі гною, а його дружина виливає на нього воду з відра, щоб полегшити страждання свого чоловіка від виразок. Це також можна вважати алюзією на терапевтичні властивості курортної води. На задньому плані — руїни будинку у полум'ї, де загинули діти Йова, і чоловік, що біжить аби сповістити погані новини (ця частина вівтаря зберігається в музеї Штеделя у Франкфурті-на-Майні). На зовнішній частині лівої стулки зображено святих Йосипа та Йоахіма (нині вона зберігається в Старій пінакотеці в Мюнхені).
На внутрішній частині правої стулки зображено Двох музикантів, які грають на флейті та барабані. Другий музикант розглядався як автопортрет Дюрера. На задньому плані видно халдейців, які крадуть верблюдів, а також трьох вершників, що вбивають слуг Йова (ця частина зберігається в музеї Вальрафа-Ріхарца в Кельні). Зовнішня частина правої стулки зображує святих Симеона та Лазаря (зберігається в Старому Пінакотеку в Мюнхені).

## Галерея

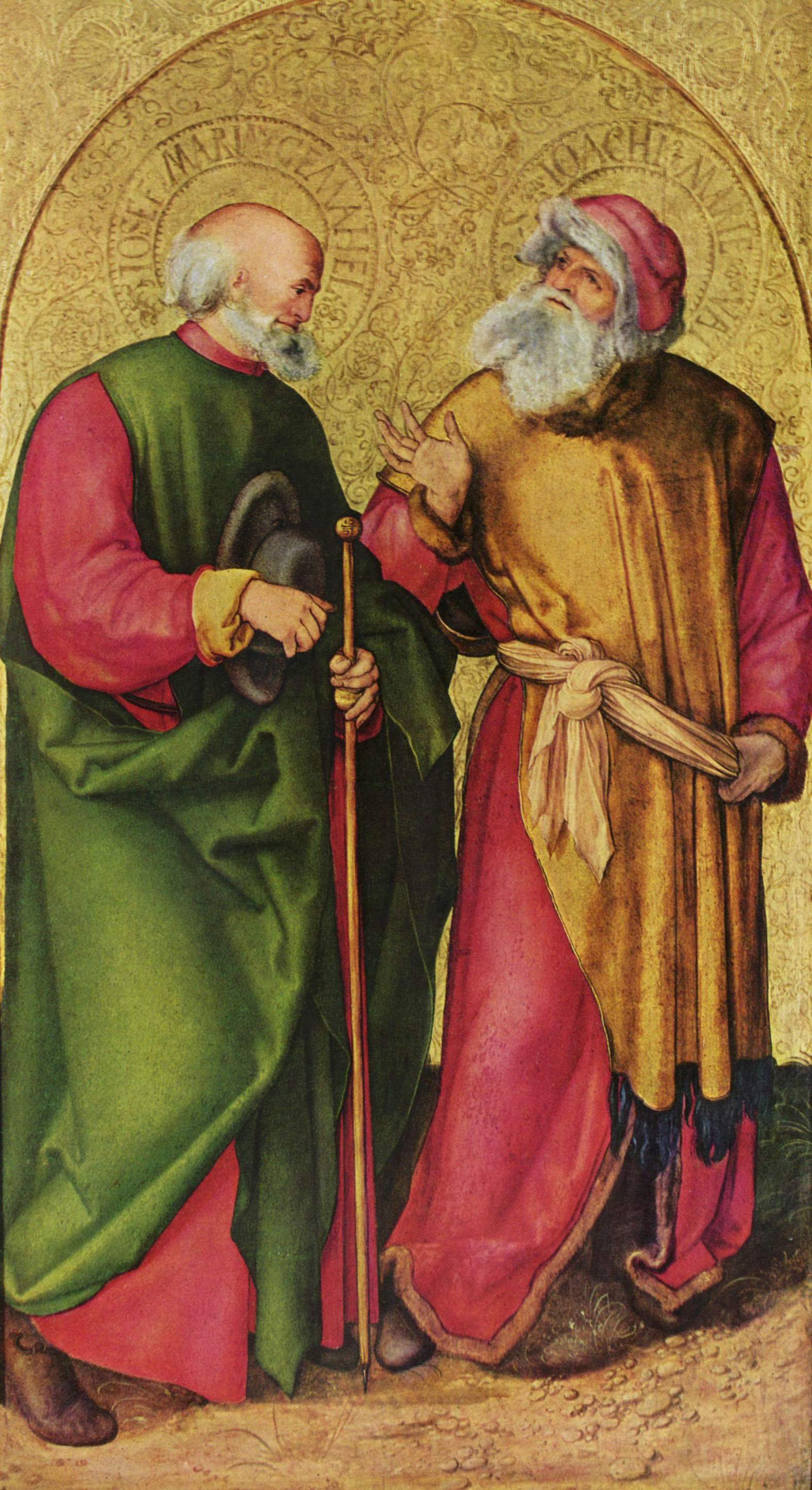
Святі Йозеф та Йоахім
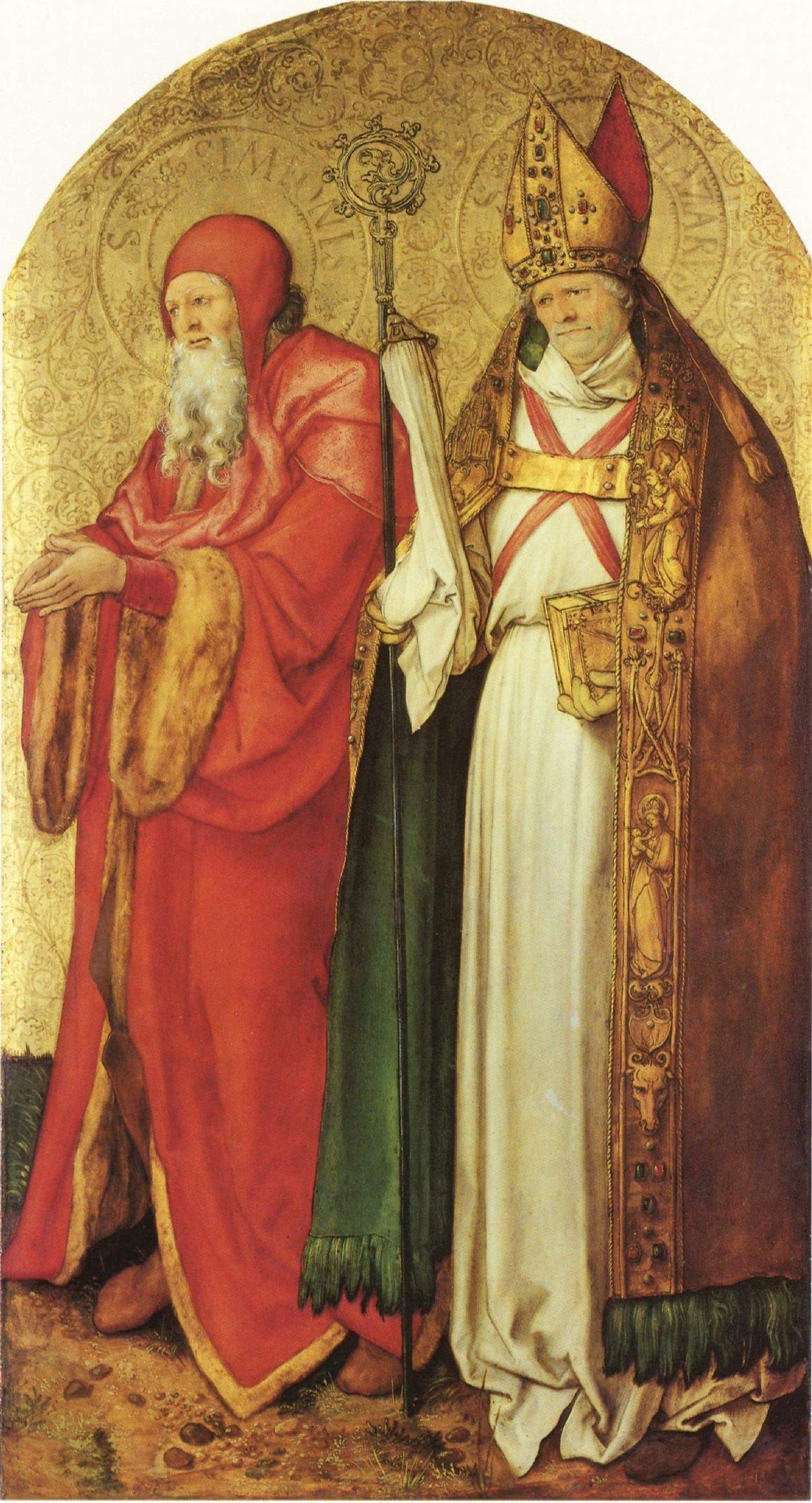
Святі Симеон та Лазар